# Dinosaur Game
Dinosaur Game (tạm dịch: Trò chơi khủng long) hay còn có tên gọi khác là Chrome Dino), là một trò chơi trên trình duyệt do Google phát triển và được tích hợp vào trình duyệt web Google Chrome. Trong trò chơi này, người chơi sẽ điều khiển một con khủng long bạo chúa dưới hình dáng pixel di chuyển trong không gian cuộn ngang, làm sao để con khủng long này không va chạm với các chướng ngại vật nhằm tăng dần điểm số của mình. Trò chơi do các thành viên của nhóm phát triển trải nghiệm người dùng Chrome xây dựng vào năm 2014.

## Lối chơi

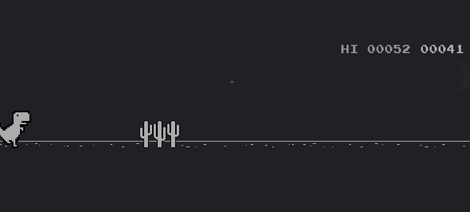
Khi người chơi đạt được một điểm số nhất định, màn hình trò chơi sẽ chuyển dần sang màu đen

Khi người dùng cố gắng truy cập vào một trang web trên Google Chrome mà không có kết nối mạng, trình duyệt này ngay lập tức sẽ thông báo cho người dùng rằng thiết bị của họ không được kết nối với Internet, ngay phía bên trên là hình một con khủng long Tyranosaurus hiển thị dưới dạng pixel. Người chơi có thể bắt đầu trò chơi bằng cách nhấn phím space hoặc ↑ trên máy tính để bàn hoặc chạm vào con khủng long trên màn hình di động nếu thiết bị của họ sử dụng là Android hoặc iOS. Ngoài ra, người chơi có thể truy cập trực tiếp vào trò chơi bằng cách nhập chrome://dino hoặc chrome://network-error/-106 lên thanh địa chỉ.
Trong Dinosaur Game, người chơi điều khiển nhân vật khủng long bạo chúa có tên là Lonely T-Rex di chuyển liên tục từ trái sang phải trên một sa mạc với hai màu đen trắng. Trên đường đi, người chơi sẽ phải vượt qua những chướng ngại vật liên tục xuất hiện như cây xương rồng và thằn lằn bay bằng cách nhảy qua chúng hoặc cúi thấp người xuống. Nếu người chơi sử dụng phím space, ↑ (trên bàn phím) hoặc chạm vào con khủng long (trên thiết bị di động), con khủng long ngay lập tức sẽ "nhảy lên", còn nếu người chơi nhấn phím ↓, con khủng long sẽ "khom người xuống". Tốc độ của trò chơi sẽ tăng dần theo thời gian. Khi nhân vật Lonely T-Rex chạm phải một chướng ngại vật bất kỳ, trò chơi sẽ ngay lập tức kết thúc.
Khi người chơi đạt đến khoảng 700 điểm, màn hình trò chơi sẽ thay đổi. Đồ họa màu xám đậm trên nền trắng sẽ chuyển sang đồ họa màu xám nhạt trên nền đen, mô tả sự chuyển giao từ ngày sang đêm, đồ họa ban ngày của bầu trời cũng chuyển thành đồ họa ban đêm. Trò chơi sẽ luân phiên thay đổi từ đêm sang ngày, từ ngày sang đêm trong suốt quá trình chơi. Những nhà thiết kế của trò chơi này đã thiết đặt thời gian để một người chơi bất kỳ đạt được mức điểm tối đa là khoảng 17 triệu năm. Đây cũng là tổng thời gian mà loài khủng long bạo chúa tồn tại trước khi bị tuyệt chủng vào 66 triệu năm về trước.
Nếu người chơi sử dụng tính năng quản trị viên mạng để vô hiệu hóa trò chơi, một thông báo lỗi sẽ xuất hiện khi người chơi cố gắng khởi động Dinosaur Game. Trên màn hình sẽ xuất hiện hình ảnh viên thiên thạch đang hướng về phía Lonely T-Rex.

## Phát triển

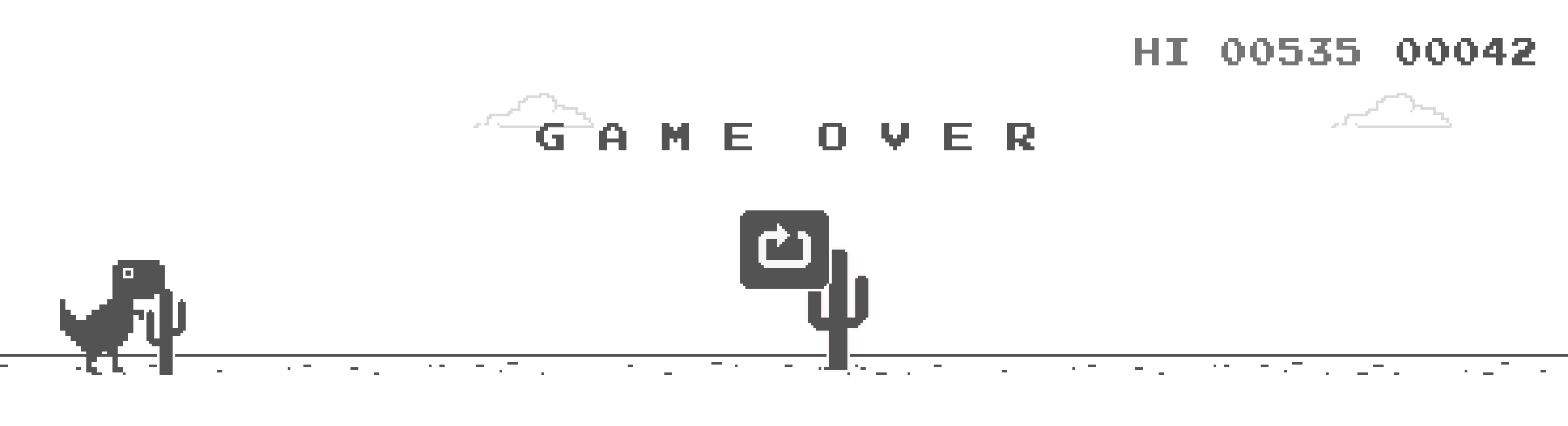
Dòng chữ "game over" và nút khởi động lại trò chơi sau khi người chơi va phải một cây xương rồng

Năm 2014, trò chơi được các thành viên của nhóm trải nghiệm người dùng Chrome (Chrome UX) bao gồm Sebastien Gabriel, Alan Bettes và Edward Jung sáng tạo ra. Gabriel phụ trách thiết kế nhân vật của trò chơi và đặt tên cho nhân vật đó là "Lonely T-Rex" (nghĩa là "Chú khủng long bạo chúa đơn độc"). Trong quá trình phát triển, trò chơi được lấy tên mã là "Project Bolan", lấy cảm hứng từ ca sĩ Marc Bolan của ban nhạc T. Rex. Các nhà phát triển đã chọn chủ đề khủng long như một sự ám chỉ đến chức năng của trò chơi, một kiểu so sánh đùa cợt rằng không có mạng internet đồng nghĩa với quay về "thời tiền sử". Trò chơi chính thức ra mắt vào tháng 9 năm 2014. Ban đầu, nó không hoạt động trên các thiết bị cũ hơn. Do đó, tháng 12 cùng năm, những nhà phát triển đã vá lại mã nguồn và cho tái phát hành trò chơi. Sau bản cập nhật trình duyệt vào năm 2015, loài thằn lằn bay được đưa vào trò chơi và trở thành những chướng ngại vật mới.
Vào tháng 9 năm 2018, các nhà phát hành đã thêm vào trò chơi một bí ẩn bất ngờ nhân dịp kỷ niệm sinh nhật lần thứ 10 của Chrome, cũng như nhân kỷ niệm 4 năm ngày trò chơi ra mắt. Bí ẩn mà nhà phát hành gửi gắm (hay còn phổ biến với tên gọi là trứng phục sinh) không gì khác chính là hình ảnh một chiếc bánh sinh nhật xuất hiện trên sa mạc của trò chơi. Khi người chơi "ăn" chiếc bánh sinh nhật này thì một chiếc mũ sinh nhật sẽ xuất hiện trên đầu Lonely T-Rex. Tháng 11 cùng năm, Google giới thiệu đến người dùng tính năng lưu lại điểm cao nhất. Mã nguồn của Dinosaur Game hiện đang được lưu trữ trên trang Chromium.
Vào năm 2021, Google đã giới thiệu đến người dùng iOS 14 một widget cho phép họ truy cập đến chrome://dino Một tiện ích tương tự cũng được hãng này giới thiệu cho người dùng Android vào cuối năm đó. Vào tháng 7, trò chơi có thêm một quả trứng phục sinh khác nhân dịp Thế vận hội Mùa hè 2020, trong đó mô phỏng nhiều môn thể thao Olympic khác nhau.

## Đón nhận
Dinosaur Game đã mang về sự đón nhận rộng rãi của công chúng. Vào tháng 9 năm 2018, phía Google đã tiết lộ rằng trò chơi có khoảng 270 triệu lượt chơi mỗi tháng.

## Phương tiện liên quan
Trong bản cập nhật tháng 5 năm 2020, trình duyệt Microsoft Edge đã cho ra mắt trò chơi có tên là Surf. Trong trò chơi này, người chơi sẽ điều khiển một vận động viên lướt sóng tránh khỏi những chướng ngại vật và thu thập những điểm năng lượng. Tương tự Dinosaur Game, người chơi cũng có thể truy cập Surf khi trình duyệt ngoại tuyến. Trò chơi này còn cho phép người chơi tùy biến nhân vật của mình và kết hợp nhiều thao tác điều khiển.
Vào tháng 8 năm 2020, MSCHF và 100 Thieves đã hợp tác cùng nhau cho ra lò một bản sửa đổi của trò chơi có tên gọi là Dino Swords. Trò chơi này bao gồm một kho vũ khí nhỏ và thuốc làm chậm thời gian. Nếu không được quản lý đúng cách, kho vũ khí có thể phản tác dụng và gây hại cho con khủng long.